# Burj al-Arab al-jadida
Burj al-Arab al-jadida (arabisch برج العرب الجديدة, DMG Burǧ al-ʿArab al-Ǧadīda) ist eine Planstadt in Gouvernement al-Iskandariyya in Ägypten, 55 Kilometer südwestlich von Alexandria. Die Stadt hat eine Fläche von etwa 19.100 Hektar.